# Le Coteau
Le Coteau ist eine französische Gemeinde mit 6893 Einwohnern (Stand: 1. Januar 2022) im Département Loire in der Region Auvergne-Rhône-Alpes. Sie gehört zum Arrondissement Roanne und zum Kanton Le Coteau. Le Coteau ist Mitglied im Gemeindeverband Roannais Agglomération. Die Einwohner werden Costellois(es) genannt.

## Geografie
Le Coteau liegt am Ostufer der Rhône im Zentralmassiv. Der Fluss Rhins bildet die östliche Gemeindegrenze.
Nachbargemeinden von Le Coteau sind Roanne im Norden und Nordwesten, Perreux im Nordosten, Saint-Vincent-de-Boisset im Osten und Südosten, Parigny im Süden sowie Commelle-Vernay im Westen und Südwesten.
Die Gemeinde war ab 1833 Endpunkt der Bahnstrecke Roanne–Andrézieux, die dritte Bahnstrecke Frankreichs. Diese Strecke wurde später zwischen Balbigny und Le Coteau umtrassiert und in die Bahnstrecke Moret-Veneux-les-Sablons–Lyon-Perrache integriert. Des Weiteren zweigen in Le Coteau seit 1866 die Bahnstrecke Le Coteau–Saint-Germain-au-Mont-d’Or und seit 1882 die Bahnstrecke Le Coteau–Montchanin ab. Heute wird der Bahnhof von Zügen des TER Auvergne-Rhône-Alpes der Verbindung Roanne–Saint-Étienne-Châteaucreux bedient.

## Geschichte
Die Gemeinde wurde 1845 aus einem Teil der Gemeinde Parigny herausgelöst.
| Jahr                       | 1962 | 1968 | 1975 | 1982 | 1990 | 1999 | 2006 | 2017 | 2021  |
| -------------------------- | ---- | ---- | ---- | ---- | ---- | ---- | ---- | ---- | ----- |
| Einwohner                  | 6571 | 7613 | 8488 | 8359 | 7469 | 7375 | 7065 | 6872 | 6.889 |
| Quellen: Cassini und INSEE |      |      |      |      |      |      |      |      |       |

## Sehenswürdigkeiten

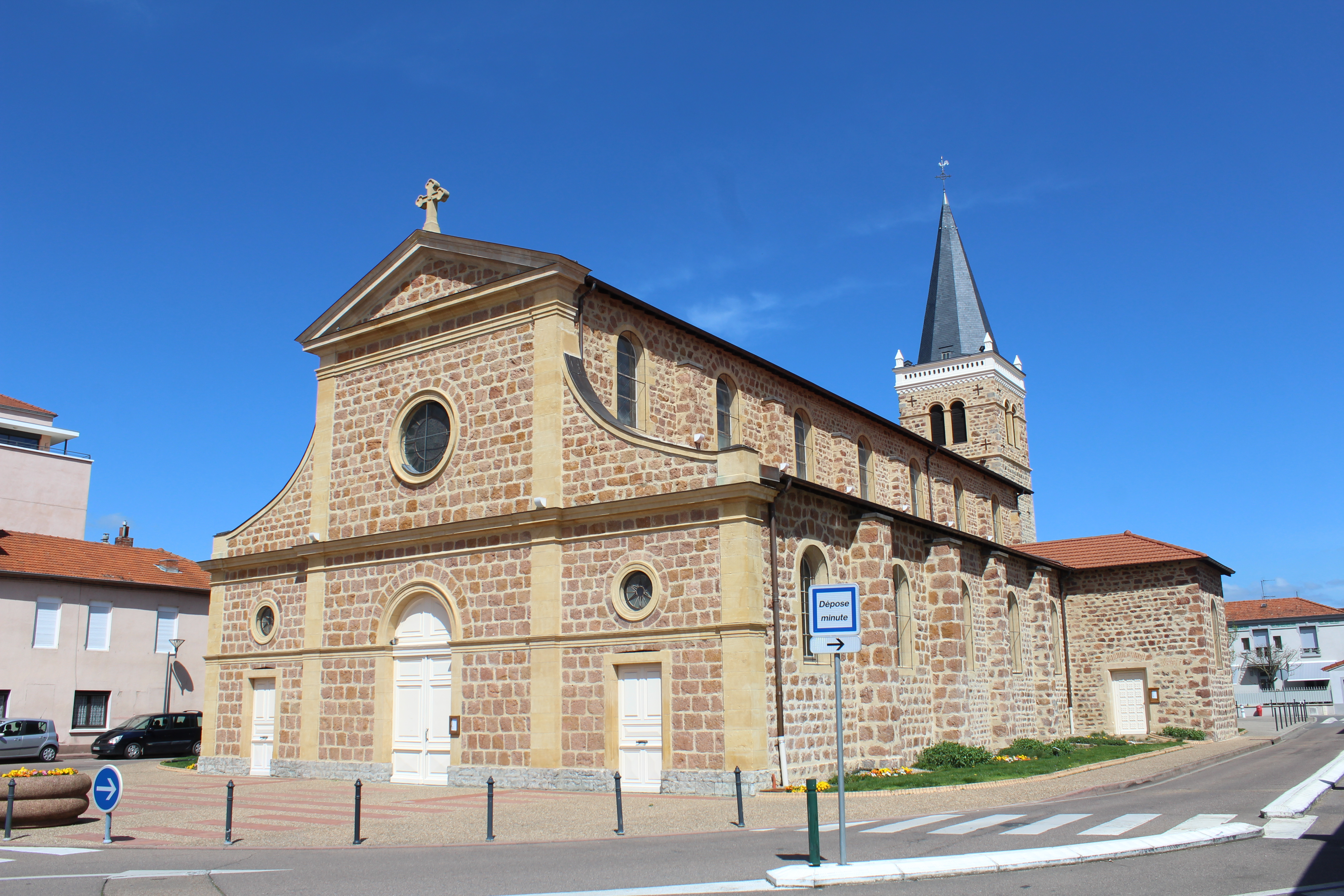
Kirche Saint-Marc

- Château de Rhins aus dem 17./18. Jahrhundert mit dem Park
- Rathaus mit dem Park
- Brücke aus dem 18. Jahrhundert über die Loire
- Kirche Saint-Marc aus dem 19. Jahrhundert

## Gemeindepartnerschaften
Partnerschaften bestehen mit den folgenden Gemeinden:
- Zwevegem, Westflandern, Belgien, seit 1966
- Lorsch, Hessen, Deutschland, seit 1967
- Espalion, Département Aveyron, Frankreich, seit 1998
- Marchamalo, Provinz Guadalajara, Spanien, seit 2007

## Persönlichkeiten
- Yves Nicolin (* 1963), Politiker
- Romain Poyet (* 1980), Fußballspieler